# Rocketdyne
Rocketdyne je bila ameriški načrtovalec in proizvajalec raketnih motorjev. Sedež podjetja je bil v Canoga Park, v Kaliforniji, ZDA. Divizijo Rocketdyne je ustanovilo podjetje North American Aviation (NAA) leta 1955. Pozneje je postala del Rockwell International (1967-1996) in Boeinga (1996-2005).

## Raketni motorji
- Rocketdyne Kiwi jedrski raketni motor
- Rocketdyne M-34
- Rocketdyne MA-2
- Rocketdyne MA-3
- Rocketdyne MB-3, glej S-3D
- Rocketdyne Megaboom
- Rocketdyne LR64
- Rocketdyne LR89
- Rocketdyne LR79, glej S-3D
- Rocketdyne LR101
- Rocketdyne LR105
- Rocketdyne Aeolus
- Rocketdyne S-3D
- Rocketdyne E-1
- Rocketdyne F-1 (RP-1/LOX) na lunarni raketi Saturn V.
- Rocketdyne H-1 (RP-1/LOX) na raketah Saturn I in Saturn IB
- Rocketdyne J-2 (LH2/LOX) na rakteah Saturn V in Saturn IB.
- Aerojet Rocketdyne RS-25  (SSME) (LH2/LOX), 3x na raketoplanu Space shuttle.
- Rocketdyne RS-27A (RP-1/LOX) na raketah Delta II/Delta III in Atlas ICBM
- Rocketdyne RS-68 (LH2/LOX) na raketu Delta IV